# Güstrow
Barlachstadt Güstrow är en stad i Mecklenburg-Vorpommern i norra Tyskland belägen cirka 45 km söder om Rostock. Güstrow är huvudort i distriktet (Landkreis) Rostock. Sedan 23 mars 2006 har staden tilläggsnamnet Barlachstadt efter Ernst Barlach. Namnet Güstrow kommer från gammalt ord på polabiska, Guščerov (ödleplats), som i sin tur är bildat av guščer (ödla).

## Geografi
Güstrow ligger vid floden Nebel som är en biflod till Warnow. Landskapet domineras av fem större insjöar.

## Historia

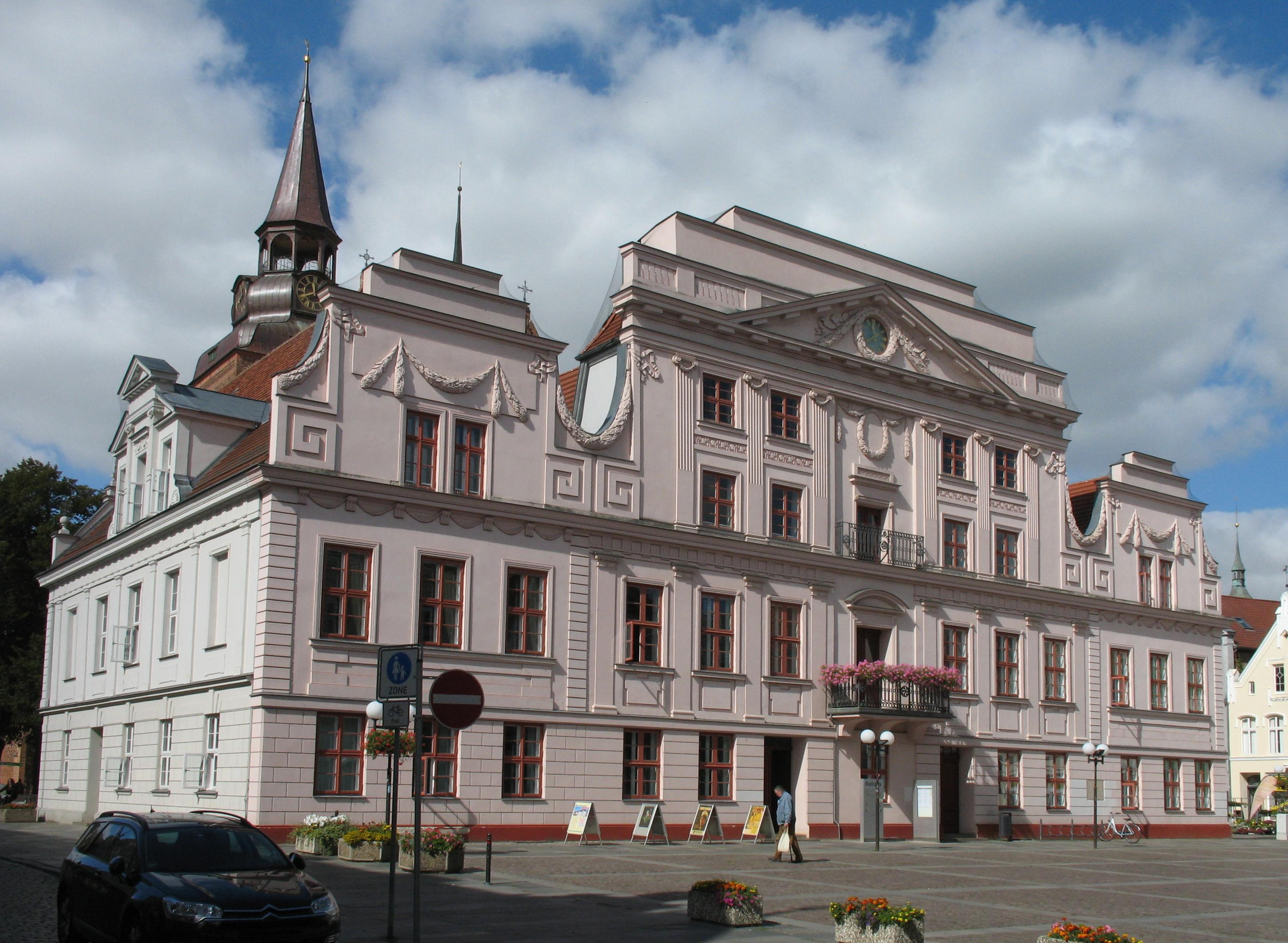
Rådhus.

Samhället måste ha existerat omkring år 1100 på grund av att biskopen Otto av Bamberg sände två präster hit 1128. 1219 byggdes vid platsen där slottet idag ligger en borg. Enligt andra källor blev staden grundad mellan 1219 och 1226 av furste Henrik Burwin II av Mecklenburg. Han stiftade kort före sin död 1226 Güstrows domkyrka. Mellan 1229 och 1436 hade furstesläkten Werle sitt residens i staden.

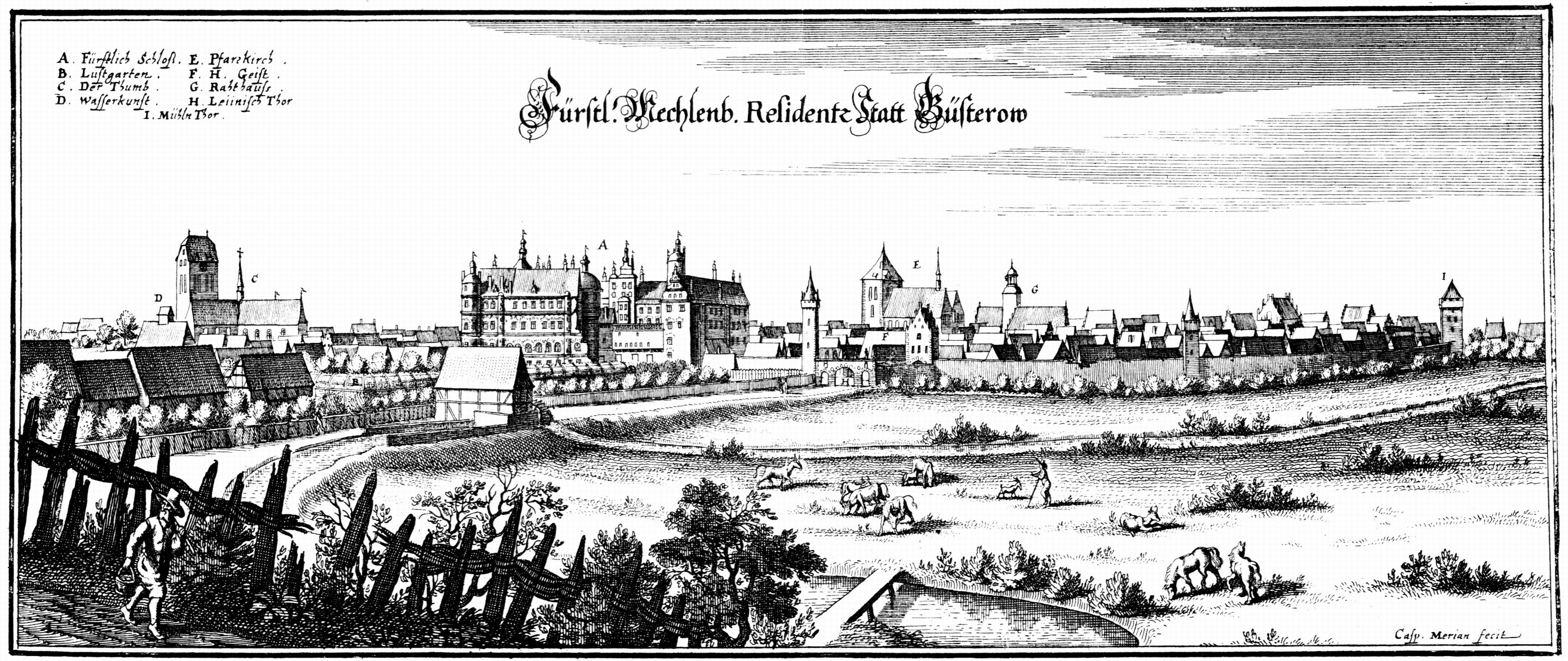
Matthäus Merian: Vy mot Güstrow (1653).

Mellan 1509 och 1550 hade franciskanermunkar ett kloster i Güstrow. 1503, 1508 och 1512 blev staden ödelagd av eldsvådor och 1556 brann borgen. Från 1552 till trettioåriga kriget var Güstrow känt för årliga teaterföreställningar. Mellan 1556 och 1695 var staden residens åt hertigen av Mecklenburg. Hans släkt påbörjades det nuvarande slottet. Byggandet leddes av den tysk-svenske byggmästaren Franciscus Pahr. Efter Mecklenburgs uppdelning 1621 blev staden huvudort för det lilla hertigdömet Mecklenburg-Güstrow. Albrecht von Wallenstein bodde flera år i slottet. Under det stora nordiska kriget förhandlades 1701 om en vapenvila i Güstrow. För dessa förhandlingar var tsar Peter I av Ryssland (den store), kurfursten August den starke av Sachsen och fältmarskalken Magnus Stenbock för Sverige närvarande.
Mellan 1806 och 1812 var Mecklenburg en besittning åt Napoleon I, och flera av stadens medborgare deltog i uppror mot ockupanterna. 1848 var Güstrow platsen för flera förhandlingar som skulle skapa en ny tysk författning. Med den industriella revolutionenhelmuth sch tillkom 1850 en järnvägslinje, 1854 en telegrafstation, 1883 en sockerfabrik och 1896 en kanal till Bützow. I samband med nazisternas maktövertagande i Tyskland förstördes 1938 stadens synagoga.
1981 ägde i Güstrow ett toppmöte rum mellan Västtysklands förbundskansler Helmut Schmidt och Östtysklands politiske ledare Erich Honecker.

### Befolkningsutveckling
Befolkningsutveckling i Güstrow
Källa: ,,

## Vänorter
Güstrow har följande vänorter:
- Neuwied,  Tyskland (sedan 1989)
- Ribe,  Danmark (sedan 1991)
- Kronshagen,  Tyskland (sedan 1992)
- Gryfice,  Polen (sedan 1997)

Mellan 1998 och 2008 var Valkeala i Finland också vänort till Güstrow. Den 1 januari 2009 sammanslogs Valkeala med staden Kouvola och därför avslutades det tysk-finländska vänortssamarbetet.

## Ekonomi och kommunikationer
Güstrows sockerfabrik var tidigare Europas största sockerfabrik och tillhör idag aktiebolaget Nordzucker AG. Dessutom finns en regionalt betydande mineralvattenfabrik.
Güstrow är ansluten till Rostocks pendeltågsnät. Motorvägen A 19 ligger öster om staden och riksvägarna (tyska:Bundesstraße) B 103 (från Warnemünde till Kyritz) och B 104 (från Lübeck till Ramin) korsar varandra i staden.

## Sevärdheter

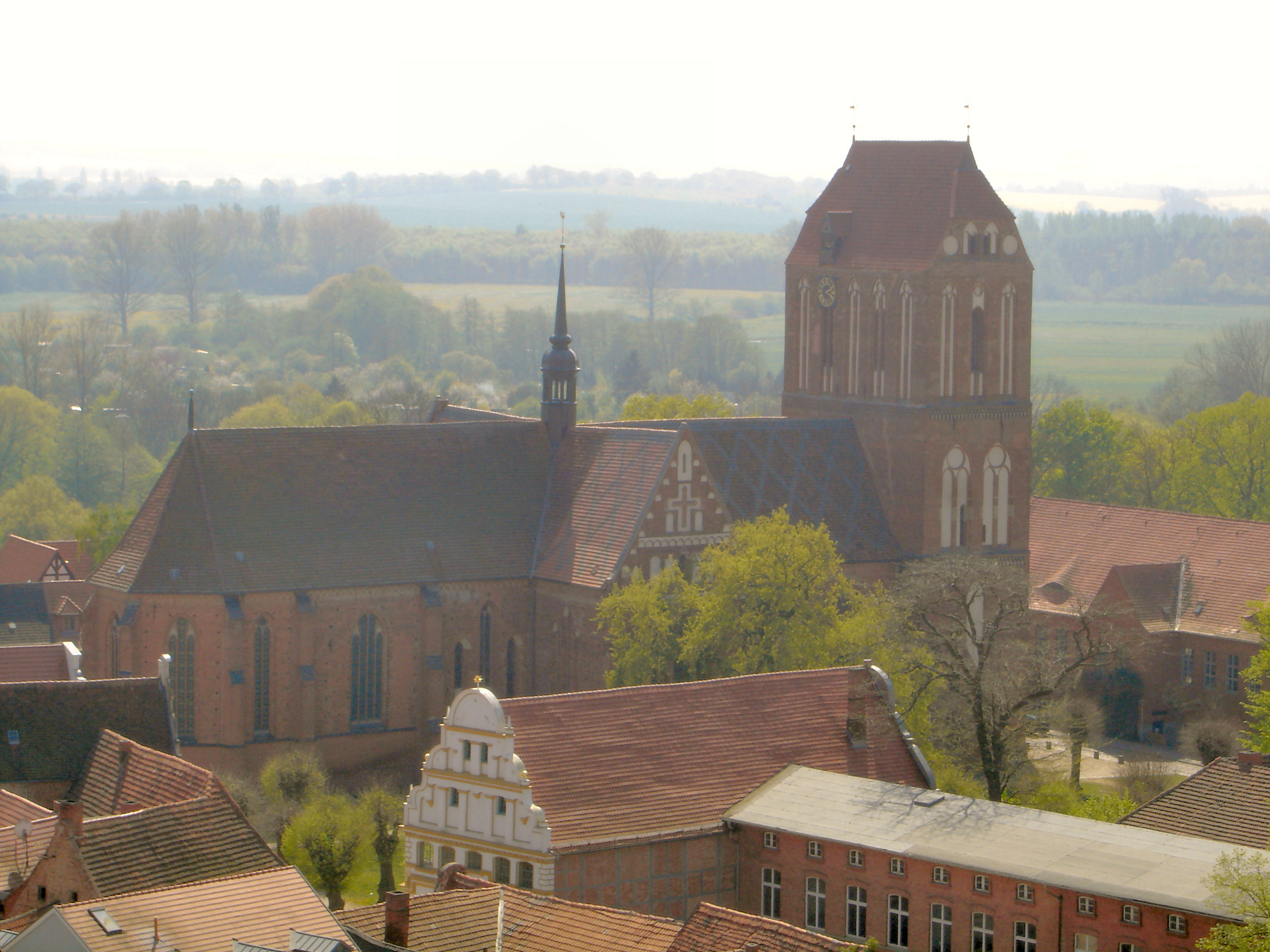
Domkyrkan i Güstrow.

- Güstrows slott, residens för hertigarna av Mecklenburg, uppfört på 1500-talet i renässansstil.
- Minnesplatser för Ernst Barlach, tysk skulptör, som bodde i Güstrow från 1910 till sin död 1938.
- Güstrows domkyrka, uppförd i tegelgotik under 1200- och 1300-talet.
- Natur und Umweltpark, djurpark med inhemska och tidigare inhemska djurarter.
- S:ta Mariakyrkan